# Kondenzační stopa

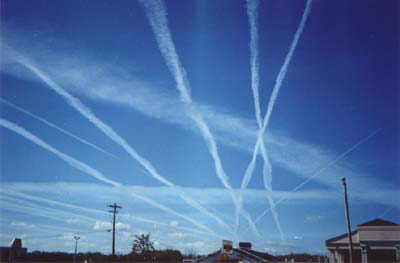
Kondenzační stopy

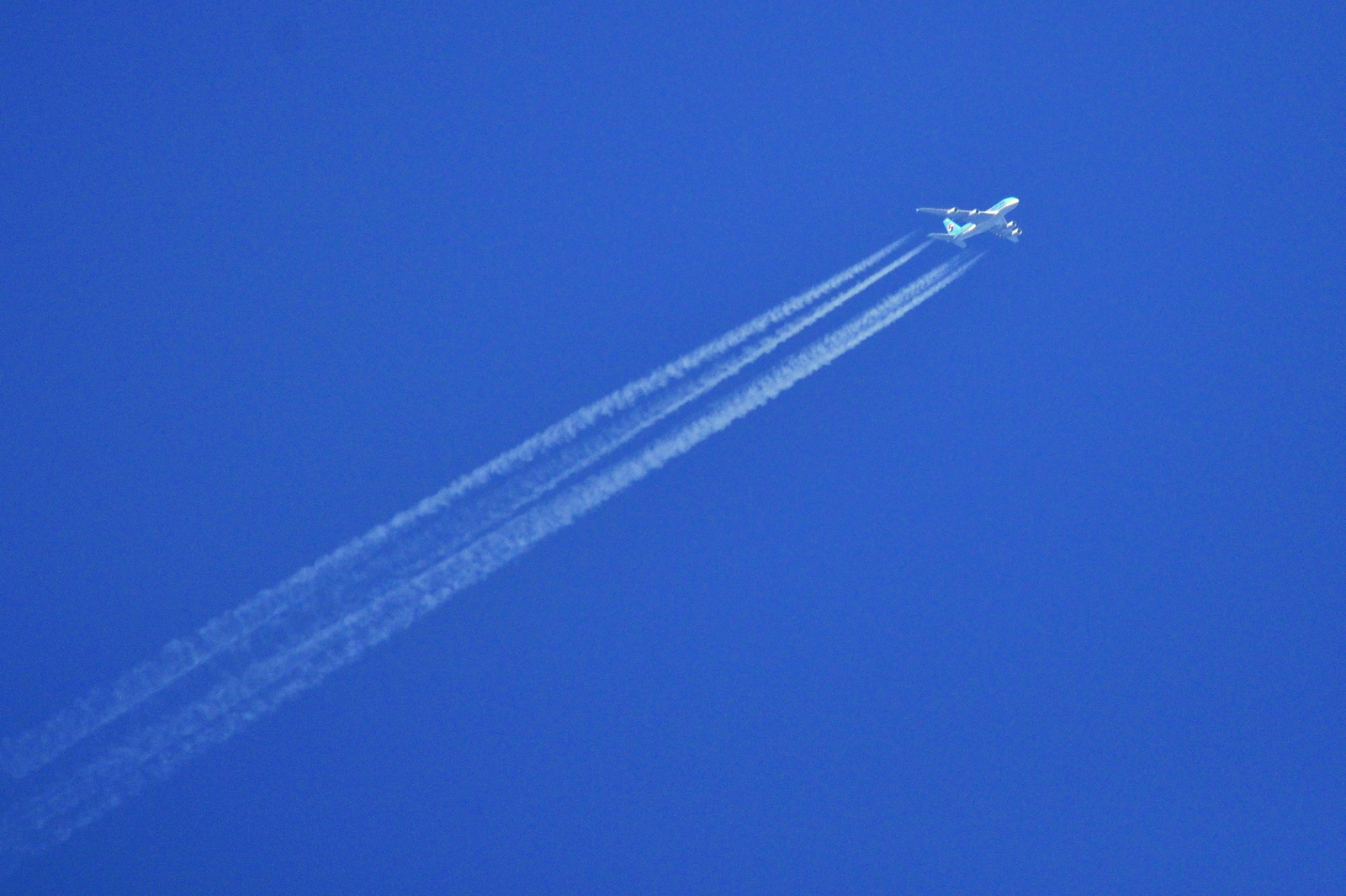
Airbus A380

Kondenzační stopa, též kondenzační pruh, je umělý oblak vznikající za letadlem nebo raketou v horních vrstvách troposféry nebo spodních vrstvách stratosféry. Má vzhled cirru nebo cirrocumulu.
Kondenzační stopy v letectví vznikají už od počátku létání ve standardních letových hladinách (první zmínka o nich je z 1. poloviny 20. let 20. století) a kvůli neustálému nárůstu leteckého provozu jejich výskyt neustále stoupá.
Kondenzační stopa (anglicky označovaná jako „condense trail“, zkráceně „contrail“) se objevuje za letouny s pístovými, proudovými a turbovrtulovými motory létajícími ve výškách obvykle od 7 do 12 kilometrů, tj. v prostředí s nízkou teplotou.
Kondenzační stopy jsou tvořeny drobnými vodními kapkami nebo ledovými krystalky, které vznikají důsledkem promíchávání chladného vzduchu s horkými zplodinami, vzniklými spalováním leteckého paliva. Vznik a doba trvání do rozpadu kondenzační stopy jsou závislé na teplotě vzduchu, vzdušné vlhkosti, atmosférickém tlaku a vzdušném proudění v místě vzniku.
Kondenzační stopy ovlivňují zemské klima.

## Vznik kondenzační stopy
Ke kondenzaci (zkapalnění) vodních par dochází, pokud je vzduch párami přesycen, to znamená, že není schopen pojmout více vody v plynném skupenství. Stav nasycení vzduchu vodní párou je funkcí teploty. Čím je teplota vzduchu nižší, tím méně je potřeba molekul vody, aby nastal stav nasycení, tj. aby se molekuly vody shlukovaly do vodních kapiček. Ve vysoké troposféře, ve výškách zhruba nad 8 km, jsou teploty (v mírných zeměpisných šířkách) zpravidla pod −50 °C. Srovnejme: Při 20 °C nastává nasycený stav tehdy, když 1 metr krychlový obsáhne 17,3 gramu vodní páry. Při −50 °C je ke stavu nasycení potřeba jen 0,06 gramu vodní páry v každém krychlovém metru vzduchu. Protože se každé energeticky nevyvážené prostředí snaží vždy nejkratší cestou přivést samo sebe do stavu rovnováhy, představuje stav přesycení situaci, kdy molekuly mají tendenci přecházet z plynného stavu do kapalného, resp. tuhého. Aby se nerovnovážný stav, tj. přesycení, změnil ve stav rovnovážný, musí vzniknout nové skupenství, kterým je vodní kapka, respektive ledový krystal, a to tak velký, aby vzduch v jeho okolí přestal být přesycený a stal se jen nasyceným. Tento proces je urychlen, pokud se v prostoru nachází dostatečný počet tzv. kondenzačních jader (prach, saze, krystaly vody), na kterých pára kondenzuje. Hmotnost páry v jednotce objemu vzduchu vyjadřuje absolutní vlhkost vzduchu. Množství vodní páry, které je vzduch schopen pojmout, je závislé na teplotě. Pokud se absolutní vlhkost vzduchu rovná hodnotě, při které již nastává kondenzace, říkáme, že relativní vlhkost vzduchu je stoprocentní.
Příklad:
Proudové letadlo, letící v atmosféře s okolní teplotou vzduchu −50 °C a relativní vlhkostí 30 %. Absolutní vlhkost v této hladině je proto 0,02 g·m−3. Palivem v letadle je kerosin C12H26, letadlo má spotřebu každého jednoho motoru 0,42 kg·s−1, což odpovídá spotřebě 1,5 tuny paliva na jeden motor a hodinu letu (např. Boeing 737 nebo Airbus A320). Rovnice spalování zní:
2 C12H26 + 37 O2 → 24 CO2 + 26 H2O
Když dosadíme atomové hmotnosti, máme:
1 kg paliva + 3,48 kg kyslíku → 3,1 kg CO2 + 1,38 kg vody
Po spálení 1 kg paliva vyjde z motoru do atmosféry 1,38 kg vody. V našem příkladě motor spotřebuje 0,42 kg paliva za jednu sekundu, takže za jednu sekundu vyjde z motoru 0,58 kg vodní páry. Když letadlo letí rychlostí 0,8 Machu, uletí za 1 sekundu 240 metrů. Předpokládejme, že proud vystupujícího vzduchu z motoru má průměr 5 metrů (kuželovitě se rozšiřuje, toto je jen průměrná hodnota), pak každou sekundu vznikne za letadlem válec výstupních plynů o objemu 4680 metrů krychlových, ve kterých je rozptýleno 0,58 kg vodní páry, tedy 0,124 g·m−3. K tomu připočteme původní vlhkost, která v atmosféře byla, a která se turbulentně smísí s proudem vzduchu z motoru — 0,094 kg (4680 m3 · 0,00002 kg·m−3), a dostaneme, že válec vzduchu za motorem obsahuje 0,674 kg vodní páry na 4680 metrů krychlových. Každý jeden metr krychlový vzduchu pak obsahuje 0,144 g vody. To by odpovídalo přesycení asi 230 %. Při nižší teplotě vzduchu a vyšší vlhkosti, např. při přibližování teplé fronty a růstu relativní vlhkosti ve vysoké troposféře, je snadné dosáhnout tímto způsobem přesycení i více než 500 %. Tak může docházet k umělé kondenzaci dokonce i bez přítomnosti kondenzačních jader! Vzniklé kapky vody za motorem okamžitě mrznou a samy působí jako kondenzační jádra na jiné kapky, které ještě nestačily zmrznout. Vlivem turbulence narážejí kapalné kapičky na vzniklá ledová jádra a ihned se s nimi spojují a mrznou, dochází k depozici.

## Faktory ovlivňující vzhled a vývoj
Kondenzační stopy v závislosti na různých okolnostech vznikají a zanikají různým způsobem a jejich vzhled je odlišný v závislosti na čase.
Jedním z nejdůležitějších faktorů ovlivňujících vlastnosti kondenzačních stop je typ použitého paliva, které letoun natankuje. Dopravní letadla různých společností používají paliva, která natankovala na různých letištích a jejichž obsah se může kvalitativně odlišovat. Jejich složení je různé a mohou obsahovat kupříkladu mrazuvzdorné příměsi, liší se obsahem vody, jsou do nich přidávána aditiva zabraňující vzniku statické elektřiny, antikorozní přísady a přísady omezující katalýzu některých kovů jako je měď, která by mohla vlivem působení paliva oxidovat. V neposlední řadě se do paliva vkládají biocidní přísady, zamezující rozmnožování mikroorganismů.
Vzdušné turbulentní proudění vznikající za letounem, známé jako turbulence v úplavu, se podílí na spirálovitém tvaru zanikající kondenzační stopy. Vznik této turbulence je spjat s principem zachování energie, při němž se prostředí snaží vyrovnat rozdíly tlaků vznikajících na sací a přetlakové straně křídel. Díky těmto turbulencím jsou také mezi letadly při startu a přistání dodržovány z důvodu bezpečnosti časové rozestupy.
V souhrnu jsou tedy hlavními vlivy ovlivňujícími vzhled a dobu zániku kondenzační stopy složení paliva (produktem spalování je mj. voda), kvalita spalování (čím méně dokonalé, tím více sazí chovajících se jako kondenzační jádra), spotřeba paliva (let vyššími rychlostmi představuje vyšší spotřebu paliva, výstup většího objemu vody z motoru a více sazí), teplota okolní atmosféry (čím nižší, tím je také nižší absolutní vlhkost nasyceného stavu a tím snáze nastane kondenzace při dodání určitého množství vody), vlhkost okolní atmosféry (čím vyšší, tím snáze může nastat stav nasycení při dodání určitého množství vody) a aktuální proudění vzduchu v dané letové hladině.